# Freddie Sears
Frederick David "Freddie" Sears (n. 27 noiembrie 1989) este un fotbalist englez împrumutat de la West Ham United la Coventry City FC.